# Андрей (Комаров)
Архиепи́скоп Андре́й (в миру Анатолий Андреевич Комаров; 26 июня 1879, село Пензено, Самарский уезд, Самарская губерния — 17 июля 1955, Днепропетровск) — епископ Русской православной церкви, архиепископ Днепропетровский и Запорожский.

## Биография
Родился 26 июня 1879 в селе Пензено Самарского уезда Самарской губернии в семье священника.
Окончил сельскую школу. В 1894 году он окончил Самарское духовное училище, в 1901 году — Самарскую духовную семинарию со свидетельством второго разряда. Вскоре вступил в брак.
10 августа 1901 года рукоположён в сан священника в село Хворостянка Николаевского уезда Самарской губернии. 3 сентября 1901 года переведён в Иоанно-Богословскую церковь села Андросовка Николаевского уезда. Овдовел через два года после женитьбы.
В 1904 году поступил в Казанскую Духовную Академию и окончил её в 1908 году со степенью кандидата богословия за сочинение «Книга Иова и раскрываемое в ней догматическое и нравственное учение».
По окончании Академии был законоучителем в средних учебных заведениях, а затем приходским священником в Саратове.
Его преподавательская деятельность прекратилась в конце 1917 года, когда советским декретом преподавание Закона Божия было прекращено.
Во время начавшегося в 1920-х годах голода много потрудился по организации помощи голодающим и беспризорным детям, за что даже получил письменную благодарность от Н. К. Крупской.
День ареста 26 июля 1923 в Саратове был арестован по обвинению в антисоветской деятельности. Виновным себя не признал. Через некоторое время освобождён.
3/16 марта 1923 года епископ Вольский Иов, управляющий Саратовской епархией, написал: «Сим извещаю Вас, что согласно желания мирян и духовенства г. Саратова, оставшихся верными заветам святой Православной Церкви я изъявляю свое согласие на возведение Вас в сан епископа. Если по каким-либо причинам я не смогу сам участвовать в хиротонии над вами во епископа, то поручаю сие сделать ближайшим епископам, не признавшим ВЦУ. Град для Вашего наименования должен быть избран духовенством и мирянами г. Саратова в лице церковных советов, не признавших ВЦУ. После хиротонии над Вами, если имеющий быть возведенным в сан епископа о. Павел Соколов будет лишен возможности управлять епархией, поручаю Вам временно управление всеми делами Саратовской епархии».
11 января 1924  года он был пострижен в монашество в Донском монастыре.
13 января 1924  года хиротонисан Патриархом Тихоном, архиепископ Крутицким Петром (Полянским), архиепископом Тверским Серафимом (Александровым) и епископом Звенигородским Николаем (Добронравовым) во епископа Балашовского, викария Саратовской епархии с жительством в Саратове.
C 14 января 1924 до 6 марта 1926 года — временный управляющий Саратовской епархией.
В 1925 году арестован. Приговорён к 3 годам ссылки. Ссылку отбывал в городе Торжке.
С 26 июля 1927 года — епископ Новоторжский, викарий Тверской епархии.
29 января 1928 года — епископ Петровский, викарий Саратовской епархии.
12 ноября 1928 года назначен епископом Вольским, викарием той же епархии.
28 октября 1929 года назначен управляющим Астраханской епархией с оставлением епископом Вольским.
В сентябре 1930 года арестован. 26 апреля 1931 года освобождён под подписку о невыезде ввиду того, что факт «преступного деяния был не установлен».
С 13 октября 1933 года — епископ Астраханский.
Был временным членом зимней сессии Временного Патриаршего Священного Синода 1933—1934 годов. 3 января 1934 года возведён в сан архиепископа. Вместе с другими членами Временного Патриаршего Священного Синода подписал циркулярный указ Московской Патриархии от 10 мая 1934 года «О новом титуле заместителя Патриаршего Местоблюстителя и о порядке поминовения за богослужениями».
Архиепископ Андрей долго и упорно выживался из Астрахани местными властями. В 1935 году он был привлечен к суду из-за «злостного неплатежа» умышленно завышенных налогов.
27 апреля 1939 года после усиленного давления властей «временно уволен на покой» по прошению.
В октябре 1939 года назначен на штатное место приходского священника Покровской церкви г. Куйбышева. Занял это место по просьбе верующих и особому благословению Патриаршего местоблюстителя митрополита Сергия (Страгородского), для оздоровления церковной жизни в епархии, которая в то время фактически состояла из одной этой церкви. Для архиереев практиковалось назначение на штатные места священнослужителей, так как после массового закрытия храмов в каждой епархии осталось всего несколько действующих храмов, в некоторых их не осталось вовсе. Настоятеля Петра Свиридова народ не уважал и не доверял ему до такой степени, что многие считали за грех ходить в церковь, где он служит. С приездом архиепископа Андрея брожения прекратились. Кроме храма, никуда не ходил и у себя почти никого не принимал, но видел многое и незаметно влиял на умы и события. Добился запрещения некоторых священнослужителей. Служил ежедневно, а накануне воскресных и праздничных дней по две всенощных. Временами терпел лишения, оскорбления, грубость и даже побои.
В 1939—1941 годах архиепископ Андрей был единственным служившим архиереем на обширной территории, включавшей Куйбышевскую и Ульяновскую области и Татарскую АССР.
В начале 1941 года стал настоятелем Покровской церкви. Возрождение церковной жизни в Куйбышеве, связанное с деятельностью архиепископа Андрея, вызвало резкое недовольство местных властей. 13 июля 1941 года последовал арест. Благодаря заступничеству митрополита Сергия (Страгородского) архиепископ Андрей 7 сентября 1941 года был освобождён.
12 сентября 1941 года состоялся указ о назначении его правящим архиепископом Куйбышевским.
8 декабря 1941 года был награждён правом ношения креста на клобуке.
9 декабря 1941 года перемещён на Саратовскую кафедру, после чего начал хлопотать об открытии Саратовского собора, но до сентября 1942 года в епархию не приезжал: действовавших храмов там не было.
24 декабря 1941 года в разгар битвы за Москву архиепископ Саратовский Андрей имел продолжительную беседу с корреспондентом агентства «Ассошиэйтед Пресс» (США) Эдди Кингом Гилмором. Это было одним из первых в то время и очень показательных международных выступлений со стороны Русской православной церкви. Первый вопрос корреспондента касался участия Церкви в обороне страны, на что архиепископ Андрей сообщил о патриотических воззваниях митрополита Сергия (Страгородского), молебнах о даровании победы над Германией и сборах денежных средств в фонд обороны и тёплых вещей для бойцов РККА. На вопросы, касавшиеся тематики ограничения свободы вероисповедания в СССР, архиепископ Андрей сделал ряд знаковых заявлений: «Советская власть никогда не ограничивала свободу вероисповедания. Советская власть твёрдо держится принципа веротерпимости для всех религий». «Советская власть применяла репрессии к части духовенства и верующих, но не за их религиозные убеждения, а за деятельность, направленную против существующего советского строя». «Церковь до революции была на службе у царского правительства», и духовенство выступало против большевиков, поэтому «Советская власть не могла, разумеется, оставлять таких лиц безнаказанными». Отвечая на вопрос о переменах в положении Русской Церкви в СССР после начала войны, архиепископ Андрей заявил, что «никаких перемен не произошло, так как Церковь и до войны и после начала войны не была ограничена в своих действиях». Содержание интервью вошло в книгу «Правда о религии в России», выпущенную в 1942 году.
28 мая 1942 года перемещён на кафедру Горьковскую и Арзамасскую.
13 июня 1942 года за оставлением архиепископа Сергия (Гришина) в Горьком, согласно Указу, оставлен Саратовским.
26 августа 1942 года назначен архиепископом Казанским, но назначение было получено одновременно с телеграфным вызовом Саратовского Горисполкома принимать собор. В ответ на телеграфный запрос куда ехать, Митрополит Сергий (Страгородский) ответил телеграммой: «Саратов». Открытие собора потребовало колоссальной затраты сил, духовных и физических. Собор был открыт 8 октября, а 14 октября в Ульяновске был рукоположён для Саратова новый епископ Григорий (Чуков).
Архиепископ Андрей получил распоряжение ехать в Казань, где и прослужил до января 1944 года. В епархии действовали 2 церкви — в самой Казани на Арском кладбище, ставшая «кафедральным собором», и в Мензелинске.
8 сентября 1943 года участвовал в Архиерейском соборе, избравшем митрополита Сергия (Страгородского) Патриархом Московским и всея Руси.
С декабря 1943 года по март 1944 года был вызван на зимнюю сессию Священного Синода, во время которой Патриарх Сергий доверил ему делать заключения по содержанию прошений бывших священников (отрёкшихся).
За патриотическую деятельность во время Великой Отечественной войны имел ряд благодарностей от Правительства, награждён медалью «За доблестный труд в Великой Отечественной войне».
С 28 января 1944 года — архиепископ Днепропетровский и Запорожский. До его вступления на Днепропетровскую кафедру в епархии царил беспорядок. Во время оккупации там действовал Геннадий (Шиприкевич) — архиерей неканонической Украинской автокефальной православной церкви, оставивший повсюду своих ставленников. Свою деятельность начал там с того, что «просеял сквозь сито церковных правил» всё духовенство и выявил не имеющих законного рукоположения. Уволил многих из тех, кто был рукоположён по правилам, но не соответствовал священному сану по моральному облику. За свою принципиальность нажил немало врагов.
Пожертвовал большую сумму на художественную роспись стен Днепропетровского кафедрального собора, уделяя большое внимание этой росписи.
С 1950 года владыка тяжело болел, просился на покой.
Скончался 17 июля 1955 года. Похоронен в ограде восстановленного им кафедрального собора Днепропетровска.